# A Beautiful Noise
A Beautiful Noise è un singolo delle cantautrici statunitensi Alicia Keys e Brandi Carlile, pubblicato il 20 ottobre 2020 come quinto estratto dal l'ottavo album in studio Alicia di Keys. La collaborazione è stata candidata ai Grammy Awards 2022 nella categoria alla canzone dell'anno.

## Descrizione
Alicia Keys ha iniziato a comporre e scrive A Beautiful Noise assieme a Brandy Clark, Lori McKenna e Hillary Lindsey nel corso delle elezioni presidenziali negli Stati Uniti d'America del 2020. Gli ulteriori compositori e autori presenti sono stati chiamati a contribuire successivamente, per dare ulteriori punti di vista e ampliare la diversità culturale del messaggio brano.
In un articolo di Variety, Ali Harnell della Live Nation, compagnia manageriale della Keys, ha parlato di come è stata concepita la canzone, affermando che si poneva l'obbiettivo di celebrare il suffragio femminile prima delle elezioni presidenziali. Harnell ha sottolineato che l'anno 2020 segna il centenario del Diciannovesimo Emendamento della Costituzione degli Stati Uniti e il 55º anniversario del Voting Rights Act del 1965, avvenimenti che la canzone mira a onorare e promuovere.
Alicia Keys ha affermato che "tutti hanno il potere di fare un bel rumore per sollevare e sostenere le altre persone con la propria voce. Ora più che mai, dobbiamo far sentire queste voci votando per il nostro futuro". Carlile ha dichiarato che la canzone "è un importante promemoria del fatto che tutti abbiamo una voce e che le nostre voci contano nella politica".

## Composizione
Il brano presenta influenze provenienti dai generi musicali R&B e soul, con la presenza prevalente del pianoforte come strumento musicale.

## Tracce
Testi e musiche di Alicia Keys, Brandi Carlile, Brandy Clark, Hillary Lindsey, Lori McKenna, Hailey Whitters, Linda Perry, Ruby Amanfu.
Download digitale
1. A Beautiful Noise (feat. Brandi Carlile) – 3:19